# Kvalifikace na Mistrovství světa ve fotbale 2014 (CONCACAF) – druhá fáze
Ve druhé fázi byla šestice vítězů skupin první fáze a šestice přímo nasazených rozlosována do 3 skupin po 4 týmech. Ve skupinách se utkal každý s každým dvoukolově doma a venku. První dva týmy z každé skupiny postoupily do třetí fáze.

## Nasazení
K nasazení do losovacích košů byl použit žebříček FIFA z března 2011. Los se uskutečnil 30. července 2011 v Riu de Janeiro.
| Koš 1               | Koš 2                  | Koš 3                                                           |
| ------------------- | ---------------------- | --------------------------------------------------------------- |
| USA Mexiko Honduras | Jamajka Kostarika Kuba | Salvador† Guyana† Panama† Kanada† Guatemala† Antigua a Barbuda† |

† Postupující z první fáze, jejichž identita nebyla v době losu známa.

## Skupiny

### Skupina A
| Tým               | Z | V | R | P | VG | IG | +/- | B  |
| ----------------- | - | - | - | - | -- | -- | --- | -- |
| USA               | 6 | 4 | 1 | 1 | 11 | 6  | +5  | 13 |
| Jamajka           | 6 | 3 | 1 | 2 | 9  | 6  | +3  | 10 |
| Guatemala         | 6 | 3 | 1 | 2 | 9  | 8  | +1  | 10 |
| Antigua a Barbuda | 6 | 0 | 1 | 5 | 4  | 13 | -9  | 1  |

| 8. června 2012 19:30 UTC−4                |        |                   |                                             |
| USA                                       | 3 – 1  | Antigua a Barbuda | Raymond James Stadium, Tampa diváci: 23 971 |
| Bocanegra 6' Dempsey 43' (pen.) Gomez 71' | Report | Byers 64'         | Raymond James Stadium, Tampa diváci: 23 971 |

| 8. června 2012 20:30 UTC−5 |        |                  |                                            |
| Jamajka                    | 2 – 1  | Guatemala        | Independence Park, Kingston diváci: 14 000 |
| Phillips 40' Johnson 46'   | Report | Pezzarossi 90+2' | Independence Park, Kingston diváci: 14 000 |

| 12. června 2012 19:00 UTC−4 |        |         |                                                        |
| Antigua a Barbuda           | 0 – 0  | Jamajka | Sir Vivian Richards Stadium, North Sound diváci: 8 500 |
|                             | Report |         | Sir Vivian Richards Stadium, North Sound diváci: 8 500 |

| 12. června 2012 20:00 UTC−6 |        |             |                                                     |
| Guatemala                   | 1 – 1  | USA         | Estadio Mateo Flores, Guatemala City diváci: 18 000 |
| Pappa 83'                   | Report | Dempsey 40' | Estadio Mateo Flores, Guatemala City diváci: 18 000 |

| 7. září 2012 19:00 UTC−5 |        |            |                                            |
| Jamajka                  | 2 – 1  | USA        | Independence Park, Kingston diváci: 25 000 |
| Austin 22' Shelton 62'   | Report | Dempsey 1' | Independence Park, Kingston diváci: 25 000 |

| 7. září 2012 20:00 UTC−6       |        |                   |                                                    |
| Guatemala                      | 3 – 1  | Antigua a Barbuda | Estadio Mateo Flores, Guatemala City diváci: 8 000 |
| Ruiz 58', 79' Pezzarossi 90+1' | Report | Byers 38'         | Estadio Mateo Flores, Guatemala City diváci: 8 000 |

| 11. září 2012 20:11 UTC−4 |        |         |                                                |
| USA                       | 1 – 0  | Jamajka | Columbus Crew Stadium, Columbus diváci: 23 881 |
| Gomez 55'                 | Report |         | Columbus Crew Stadium, Columbus diváci: 23 881 |

| 11. září 2012 19:00 UTC−4 |        |           |                                                        |
| Antigua a Barbuda         | 0 – 1  | Guatemala | Sir Vivian Richards Stadium, North Sound diváci: 5 000 |
|                           | Report | Ruiz 25'  | Sir Vivian Richards Stadium, North Sound diváci: 5 000 |

| 12. října 2012 19:00 UTC−4 |        |                  |                                                        |
| Antigua a Barbuda          | 1 – 2  | USA              | Sir Vivian Richards Stadium, North Sound diváci: 7 000 |
| Blackstock 25'             | Report | Johnson 20', 90' | Sir Vivian Richards Stadium, North Sound diváci: 7 000 |

| 12. října 2012 20:00 UTC−6 |        |                    |                                                     |
| Guatemala                  | 2 – 1  | Jamajka            | Estadio Mateo Flores, Guatemala City diváci: 20 717 |
| Figueroa 16' Ruiz 85'      | Report | Shelton 61' (pen.) | Estadio Mateo Flores, Guatemala City diváci: 20 717 |

| 16. října 2012 18:15 UTC−5     |        |            |                                                      |
| USA                            | 3 – 1  | Guatemala  | Livestrong Sporting Park, Kansas City diváci: 16 947 |
| Bocanegra 10' Dempsey 18', 36' | Report | C. Ruiz 5' | Livestrong Sporting Park, Kansas City diváci: 16 947 |

| 16. října 2012 18:15 UTC−5                   |        |                   |                                           |
| Jamajka                                      | 4 – 1  | Antigua a Barbuda | Independence Park, Kingston diváci: 8 000 |
| Phillips 16' Nosworthy 17' Richards 78', 88' | Report | Griffith 61'      | Independence Park, Kingston diváci: 8 000 |

### Skupina B
| Tým       | Z | V | R | P | VG | IG | +/- | B  |
| --------- | - | - | - | - | -- | -- | --- | -- |
| Mexiko    | 6 | 6 | 0 | 0 | 15 | 2  | +13 | 18 |
| Kostarika | 6 | 3 | 1 | 2 | 14 | 5  | +9  | 10 |
| Salvador  | 6 | 1 | 2 | 3 | 8  | 11 | −3  | 5  |
| Guyana    | 6 | 0 | 1 | 5 | 5  | 24 | −19 | 1  |

| 8. června 2012 19:00 UTC−5                     |        |                  |                                            |
| Mexiko                                         | 3 – 1  | Guyana           | Estadio Azteca, Mexico City diváci: 80 401 |
| Salcido 11' dos Santos 15' Rodrigues 51' (vl.) | Report | Moreno 62' (vl.) | Estadio Azteca, Mexico City diváci: 80 401 |

| 8. června 2012 20:00 UTC−6 |        |                          |                                                         |
| Kostarika                  | 2 – 2  | Salvador                 | Estadio Nacional de Costa Rica, San José diváci: 23 701 |
| Saborío 10' Campbell 15'   | Report | Gutiérrez 23' Romero 54' | Estadio Nacional de Costa Rica, San José diváci: 23 701 |

| 12. června 2012 20:00 UTC−4 |        |                                    |                                               |
| Guyana                      | 0 – 4  | Kostarika                          | Providence Stadium, Providence diváci: 11 000 |
|                             | Report | Saborío 20', 26', 52' Campbell 77' | Providence Stadium, Providence diváci: 11 000 |

| 12. června 2012 19:30 UTC−6 |        |                       |                                                |
| Salvador                    | 1 – 2  | Mexiko                | Estadio Cuscatlán, San Salvador diváci: 29 712 |
| Pacheco 65'                 | Report | Zavala 60' Moreno 82' | Estadio Cuscatlán, San Salvador diváci: 29 712 |

| 7. září 2012 20:05 UTC−6 |        |                        |                                                         |
| Kostarika                | 0 – 2  | Mexiko                 | Estadio Nacional de Costa Rica, San José diváci: 32 500 |
|                          | Report | Salcido 43' Zavala 52' | Estadio Nacional de Costa Rica, San José diváci: 32 500 |

| 7. září 2012 19:30 UTC−6 |        |               |                                                |
| Salvador                 | 2 – 2  | Guyana        | Estadio Cuscatlán, San Salvador diváci: 24 000 |
| Gutiérrez 4' Romero 21'  | Report | Bobb 20', 58' | Estadio Cuscatlán, San Salvador diváci: 24 000 |

| 11. září 2012 20:00 UTC−5 |        |           |                                            |
| Mexiko                    | 1 – 0  | Kostarika | Estadio Azteca, Mexico City diváci: 44 007 |
| Hernández 61'             | Report |           | Estadio Azteca, Mexico City diváci: 44 007 |

| 11. září 2012 20:00 UTC−4 |        |                                |                                              |
| Guyana                    | 2 – 3  | Salvador                       | Providence Stadium, Providence diváci: 4 141 |
| Richardson 1' Nurse 62'   | Report | Romero 12' Alas 51' Burgos 76' | Providence Stadium, Providence diváci: 4 141 |

| 12. října 2012 19:30 UTC−6 |        |            |                                                |
| Salvador                   | 0 – 1  | Kostarika  | Estadio Cuscatlán, San Salvador diváci: 35 082 |
|                            | Report | Cubero 31' | Estadio Cuscatlán, San Salvador diváci: 35 082 |

| 12. října 2012 20:00 UTC−5 |        |                                                                       |                                                    |
| Guyana                     | 0 – 5  | Mexiko                                                                | BBVA Compass Stadium, Houston (USA) diváci: 12 115 |
|                            | Report | Guardado 77' Peralta 79' Pollard 83' (vl.) J. Hernández 84' Reyna 86' | BBVA Compass Stadium, Houston (USA) diváci: 12 115 |

| 16. října 2012 19:00 UTC−6                                                |        |        |                                                         |
| Kostarika                                                                 | 7 – 0  | Guyana | Estadio Nacional de Costa Rica, San José diváci: 27 500 |
| Brenes 10', 48' Gamboa 14' Saborío 51' (pen.), 76' Bolaños 60' Borges 71' | Report |        | Estadio Nacional de Costa Rica, San José diváci: 27 500 |

| 16. října 2012 20:00 UTC−5   |        |          |                                        |
| Mexiko                       | 2 – 0  | Salvador | Estadio Corona, Torreón diváci: 26 333 |
| Peralta 65' J. Hernández 85' | Report |          | Estadio Corona, Torreón diváci: 26 333 |

### Skupina C
| Tým      | Z | V | R | P | VG | IG | +/- | B  |
| -------- | - | - | - | - | -- | -- | --- | -- |
| Honduras | 6 | 3 | 2 | 1 | 12 | 3  | +9  | 11 |
| Panama   | 6 | 3 | 2 | 1 | 6  | 2  | +4  | 11 |
| Kanada   | 6 | 3 | 1 | 2 | 6  | 10 | -4  | 10 |
| Kuba     | 6 | 0 | 1 | 5 | 1  | 10 | -9  | 1  |

| 8. června 2012 14:00 UTC−4 |        |            |                                             |
| Kuba                       | 0 – 1  | Kanada     | Estadio Pedro Marrero, Havana diváci: 7 000 |
|                            | Report | Occean 55' | Estadio Pedro Marrero, Havana diváci: 7 000 |

| 8. června 2012 19:30 UTC−6 |        |                |                                                               |
| Honduras                   | 0 – 2  | Panama         | Estadio Olímpico Metropolitano, San Pedro Sula diváci: 28 215 |
|                            | Report | Pérez 64', 80' | Estadio Olímpico Metropolitano, San Pedro Sula diváci: 28 215 |

| 12. června 2012 19:45 UTC−4 |        |          |                                   |
| Kanada                      | 0 – 0  | Honduras | BMO Field, Toronto diváci: 16 132 |
|                             | Report |          | BMO Field, Toronto diváci: 16 132 |

| 12. června 2012 20:05 UTC−5 |        |      |                                                      |
| Panama                      | 1 – 0  | Kuba | Estadio Rommel Fernández, Panama City diváci: 21 000 |
| Barahona 58'                | Report |      | Estadio Rommel Fernández, Panama City diváci: 21 000 |

| 7. září 2012 15:00 UTC−4 |        |                                         |                                             |
| Kuba                     | 0 – 3  | Honduras                                | Estadio Pedro Marrero, Havana diváci: 8 000 |
|                          | Report | Bengtson 31' Bernárdez 63' Chávez 90+2' | Estadio Pedro Marrero, Havana diváci: 8 000 |

| 7. září 2012 19:45 UTC−4 |        |        |                                   |
| Kanada                   | 1 – 0  | Panama | BMO Field, Toronto diváci: 17 586 |
| De Rosario 77'           | Report |        | BMO Field, Toronto diváci: 17 586 |

| 11. září 2012 19:30 UTC−6 |        |      |                                                               |
| Honduras                  | 1 – 0  | Kuba | Estadio Olímpico Metropolitano, San Pedro Sula diváci: 12 000 |
| Bengtson 32'              | Report |      | Estadio Olímpico Metropolitano, San Pedro Sula diváci: 12 000 |

| 11. září 2012 20:05 UTC−5 |        |        |                                                      |
| Panama                    | 2 – 0  | Kanada | Estadio Rommel Fernández, Panama City diváci: 20 000 |
| Blackburn 24' Pérez 57'   | Report |        | Estadio Rommel Fernández, Panama City diváci: 20 000 |

| 12. října 2012 19:45 UTC−4         |        |      |                                   |
| Kanada                             | 3 – 0  | Kuba | BMO Field, Toronto diváci: 17 712 |
| Ricketts 14' Johnson 73' Edgar 79' | Report |      | BMO Field, Toronto diváci: 17 712 |

| 12. října 2012 21:05 UTC−5 |        |          |                                                      |
| Panama                     | 0 – 0  | Honduras | Estadio Rommel Fernández, Panama City diváci: 27 000 |
|                            | Report |          | Estadio Rommel Fernández, Panama City diváci: 27 000 |

| 16. října 2012 14:00 UTC−6                                   |        |          |                                                               |
| Honduras                                                     | 8 – 1  | Kanada   | Estadio Olímpico Metropolitano, San Pedro Sula diváci: 38 000 |
| Bengtson 7', 16', 82' Costly 28', 48', 88' Martínez 32', 59' | Report | Hume 76' | Estadio Olímpico Metropolitano, San Pedro Sula diváci: 38 000 |

| 16. října 2012 16:00 UTC−4 |        |              |                                             |
| Kuba                       | 1 – 1  | Panama       | Estadio Pedro Marrero, Havana diváci: 3 500 |
| Gómez 38'                  | Report | Barahona 76' | Estadio Pedro Marrero, Havana diváci: 3 500 |